# بيرني فينكلستاين
بيرني فينكلستاين هو ملحن ومنتج أسطوانات كندي، ولد في 12 أغسطس 1944 في تورونتو في كندا.

## وصلات خارجية
- بيرني فينكلستاين على موقع ميوزك برينز (الإنجليزية)
- بيرني فينكلستاين على موقع ديسكوغز (الإنجليزية)